# شهوت زندگی عشق
شهوت زندگی عشق (به انگلیسی: Lust Life Love) فیلمی در ژانر درام، رومانتیک و شهوانی به کارگردانی بنجامین فیوئر و استفانی سِلارس و به نویسندگی و تهیه کنندگی استفافی سِلارس، محصول سال ۲۰۲۱ کشور ایالات متحده آمریکا است.
از بازیگرانی که در این فیلم به ایفای نقش پرداخته‌اند، می‌توان از استفانی سِلارس، جیک چوی و مکدا دکلت نام برد.
این فیلم برای اولین بار در ۱۰ فوریه سال ۲۰۲۱ در جشنواره فیلم مستقل برلین به نمایش درآمد و موفق به کسب جایزه بهترین فیلم عاشقانه گردید؛ در ادامه جایزه آزادی از جشنواره فیلم سن دیگو و همچنین جایزه بهترین فیلم ال‌جی‌بی‌تی از جشنواره جهانی فیلم کوئینز را کسب کرد.
این فیلم به نوعی انحراف در رابطه جنسی زوجین به نام چندمهری (به انگلیسی: polyamory) می‌پردازد.

## داستان
«ورونیکا ویلیام» نویسنده و صاحب وبلاگی معروف به نام «سکس آگاهانه» است؛ که به زوج‌های داوطلب کمک می‌کند، که در سکس‌های گروهی (پُلیاموری، چندمهری) به نهایت لذت برسند.
ورونیکا فکر می‌کند، چیزی به نام تک عشقی و شاد بودن با یک نفر تا آخر عمر، بی‌معنی است و وجود خارجی ندارد.
ورونیکا به دوست دخترش «ژوئن»، پیشنهاد شرکت در مهمانی بالماسکه سکس پارتی را می‌دهد ولی او نمی‌پذیرد. ورونیکا در مهمانی با پسری کره‌ای به نام «دنیل»، آشنا می‌شود. ورونیکا فردای مهمانی با دنیل قرار می‌گذارد. برای او جالب است که دلیل شرکت دنیل را که متأهل است، در میهمانی بداند. ورونیکا بعد از شام او را به خانه‌اش می‌برد و با او سکس می‌کند. ورونیکا هم‌آغوشی با دنیل را برای ژوئن تعریف می‌کند؛ و ژوئن که از خیانت ورونیکا عصبانی شده، به رابطه با او پایان می‌دهد. ورونیکا، دنیل را تشویق به شرکت در میهمانی دیگر و این‌بار با همراهی همسرش «کریستن» می‌کند؛ اما کریستن نمی‌پذیرد؛ ولی او را در سکس آزاد می‌گذراد. آنها به مهمانی می‌روند و پُلیاموری را تجربه می‌کنند؛ و به قرارهای خود ادامه می‌دهند.
ورونیکا همزمان با پسری دانشجو اهل مکزیک به نام «پدرو» رابطه جنسی و عاشقانه‌ای دارد؛ ورونیکا حتی تصمیم می‌گیرد با او به مکزیک برود؛ اما پدرو نمی‌پذیرد و آنها جدایی تلخی از یکدیگر دارند. ورونیکا که افسرده و سرگشته شده‌است؛ نیمه شب از دنیل می‌خواهد که به‌دنبال او بیاید؛ و او را به خانه‌اش ببرد. زندگی دنیل هم با همسرش وارد بحران می‌شود و بعد از ۱۲گذشت سال به جدایی می‌انجامد. ورونیکا که وارد مرحله‌ای جدید از رابطه با دنیل می‌شود؛ او را با خانواده‌اش آشنا می‌کند؛ و در نهایت تعجب خانواده، رابطه پُلیاموری خود و دنیل را آشکار می‌کند.
در میهمانی ورونیکا، دنیل را با «مایا» و چند دختر دیگر به اشتراک می‌گذارد. در پارتی بعدی آنها رابطه بی‌دی‌اس‌ام را با کلمهٔ رمز امن (متوقف کردن رابطه در هر لحظه) تجربه می‌کنند. ورونیکا از اینکه دنیل با مایا و بدون اطلاع او سکس کرده‌است، حس خوبی ندارد و از مایا قول می‌گیرد که در صورت قرار مجدد، او را مطلع کند؛ مایا که به حسادت ورونیکا پی برده‌است؛ با بهانه ای خود را از رابطه کنار می‌کشد. ورونیکا برای تلافی با دعوت از پسری به نام «دیوید»، او را به دنیل پیشنهاد می‌دهد ولی دنیل که در هنگام نزدیکی با او احساس خوبی ندارد، رابطه را قطع می‌کند؛ و ورونیکا با اطلاع دنیل، به خانه دیوید می‌رود؛ اما پشیمان شده و با او سکسی ناموفق دارد.
ورونیکا به مصاحبه‌ای تلویزیونی و در ادامه ساخت مستندی دربارهٔ رابطهٔ پُلیاموری دعوت می‌شود؛ و به همین منظور آنها در سکس پارتی با حضور دوربین‌ها شرکت می‌کنند؛ آنها به بیان تجربیات‌شان می‌پردازند. در پارتی ورونیکا حسادت خود را به مایا با شلاق زدن و اعتنا نکردن به کلمه امن علنی می‌کند.
دنیل از ورونیکا جدا شده و با دختری روسپی، سکس می‌کند؛ اما ورونیکا که عاشق دنیل شده‌است، به دنبال او می‌رود؛ و وقتی دنیل داستانش را می‌گوید؛ با ابراز عشق به دنیل، از او می‌خواهد که به رابطه پُلیاموری با او ادامه دهد.
در ادامه فیلمبرداری، ورونیکا پُلیاموری را به مانند تک همسری، وقتی‌که پای عشق به وسط می‌آید، و حداقل یکی از طرفین آسیب می‌بیند؛ را مسخره و بیهوده معرفی می‌کند.
دنیل نامه‌ای برای ورونیکا می‌فرستد و با او قرار می‌گذارد. دنیل از رابطه جدید خود با زنی متأهل می‌گوید و از ورونیکا برای ادامه رابطه، نظر می‌پرسد. ورونیکا می‌گوید که او هم با دختری دانشجو از نیویورک در ارتباط است و دیگر علاقه‌ای به ادامهٔ پُلیاموری ندارد. ورونیکا اکنون آزاد شده‌است.